# Бельрегуард
Бельрегуард, Бельрегуарт (валенс. Bellreguard (офіційна назва), ісп. Bellreguart) — муніципалітет в Іспанії, у складі автономної спільноти Валенсія, у провінції Валенсія. Населення — 4818 осіб (2010).

## Географія
Муніципалітет розташований на відстані близько 340 км на південний схід від Мадрида, 60 км на південь від Валенсії.
На території муніципалітету розташовані такі населені пункти: (дані про населення за 2010 рік)
- Бельрегуард-Побле: 4447 осіб
- Бельрегуард-Пладжа: 371 особа

## Демографія
Динаміка населення (INE ):

## Галерея зображень

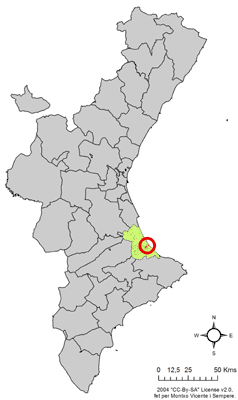
Розташування муніципалітету Бельрегуард у автономній спільноті Валенсія
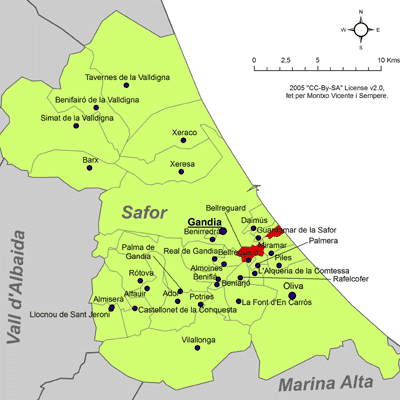
Розташування муніципалітету Бельрегуард у комарці
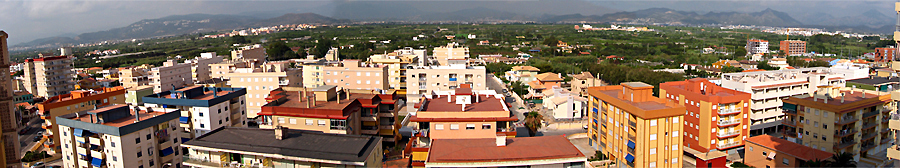
Пляж у Бельрегуарді